# Dark Matters
Dark Matters es el noveno álbum de la banda finlandesa de Rock alternativo The Rasmus, fue lanzado al mercado el 6 de octubre de 2017 a través del sello discográfico Universal Music. Es su primer álbum después de cinco  años de inactividad, como continuación de su anterior álbum The Rasmus de 2012. El primer sencillo, Paradise, fue publicado el 31 de marzo. 
El álbum se caracteriza por los géneros musicales que predominan en las canciones, entre electropop y rock electrónico, aunque conservan su clásico estilo de rock alternativo.
Las primeras fechas de la gira Dark Matters Tour se presentaron en la página de Facebook de la banda el 31 de marzo, con 12 conciertos en Europa.

## Antecedentes
La banda anunció por primera vez que el álbum sería lanzado el 22 de septiembre de 2017, antes de la fecha de lanzamiento fue cambiado a 6 de octubre de 2017. Será lanzado por Playground Music, que era el sello discográfico de la banda 2001-2011. El cantante Lauri Ylönen ha comentado que "La idea detrás de las nuevas canciones era hacer el tipo de música que nosotros mismos quisiéramos oír. No hemos olvidado la melancolía nórdica, pero además, nuestras nuevas canciones un gran número de influencias. Dark Matters es como un rodillo y montaña rusa con muchos temas diferentes y sentimientos personales". 
Un video musical de "Wonderman" fue dirigido por Jesse Haaja y se estrenó en Youtube el 26 de septiembre de 2017.
El 1 de diciembre del mismo año se estrenó el video oficial de "Silver Night" dirigido por Vesa Manninen, en el cual nos muestran a un robot solitario en una casa. Es el primer video oficial donde no aparecen los miembros de la banda.
El 26 de enero de 2018 un nuevo video oficial de The Rasmus es lanzado: "Nothing", el cual fue dirigido por el bajista del grupo Eero Heinonen.

## Lanzamiento
El álbum fue lanzado en descarga digital, CD, vinilo estándar y formatos de vinilo transparente. Además, se lanzó una caja de edición limitada con el álbum en formato de CD (con la canción adicional "Supernova") junto con varios productos.

## Lista de canciones
| N.º | Título                  | Duración |  |
| 1.  | «Paradise»              | 3:29     |  |
| 2.  | «Something In The Dark» | 3:30     |  |
| 3.  | «Wonderman»             | 3:23     |  |
| 4.  | «Nothing»               | 3:42     |  |
| 5.  | «Empire»                | 3:32     |  |
| 6.  | «Crystalline»           | 3:14     |  |
| 7.  | «Black Days»            | 3:36     |  |
| 8.  | «Silver Night»          | 3:34     |  |
| 9.  | «Delirium»              | 3:22     |  |
| 10. | «Dragons Into Dreams»   | 3:33     |  |

| iTunes bonus tracks |             |          |  |
| N.º                 | Título      | Duración |  |
| 11.                 | «Teardrops» | 3:15     |  |
| 12.                 | «Supernova» | 3:21     |  |

| Japanese bonus tracks |             |          |  |
| N.º                   | Título      | Duración |  |
| 11.                   | «Supernova» | 3:21     |  |
| 12.                   | «Drum»      | 3:22     |  |

## Créditos
The Rasmus
- Lauri Ylönen: Vocales
- Pauli Rantasalmi: Guitarra
- Eero Heinonen: Bajo
- Aki Hakala: Batería